# Весјегонск
Весјегонск (рус. Весьегонск) град је у европском делу Руске Федерације и административни центар Весјегонског рејона смештеног на крајњем југоистоку Тверске области.
Према проценама националне статистичке службе, у граду су 2014. живела 6.624 становника. Најсеверније је то градско насеље Тверске области.

## Географија
Град Весјегонск се налази на северозападној обали вештачког Рибинског језера, на месту где се језеро дубоко увукло у корито реке Мологе. Град лежи на надморској висини од 108 метара, на око 253 км североисточно од административног центра области, града Твера, и на око 300 км северно од главног града земље Москве.

## Историја
Године 1564. у писаним изворима се насеље први пут помиње као Вјес Јогонскаја (рус. Весь Ёгонская), мада постоје неке претпоставке да је село настало знатно раније, још 1447. године.
У периоду од XVI до XIX века село је било важан трговачки центар, а трговци из других држава трговали су овде сољу, воском, хмељом, медом, рибом, текстилом и крзнима.
Године 1776. насеље добија статус града, а у границама Тверске губерније налази се од 1796. године. Садашњи градски грб датира из 1780. године.
Након градње Тихвинског воденог пута 1811. којим су повезани Москва и Санкт Петербург, значај Весјегонска као трговачког центра је још више порастао. Међутим, како је тај пловни пут престао да постоји у другој половини XIX века, тако је дошло и до опадања значаја самог града. Године 1890. број становника је пао на свега 2.800 житеља.
Почетком 1920-их година дошло је до неких покушаја да се поново оживи некадашњи водени трговачки пут, али без значајнијег успеха. Такође су постојали и планови да се град железницом повеже са околним већим градовима, али и тај пројекат није реализован. Почетком 1940-их година Рибинска акумулација је испуњена водом, потопљене су велике површине земљишта, укључујући и цео град Весјегонск. Изван воде остале су свега две градске улице које су се налазиле на нешто издигнутијем делу града.

## Демографија
Према подацима са пописа становништва 2010. у граду је живело 7.328 становника, док је према проценама за 2014. град имао 6.624 становника.
| 1897. | 1959. | 1970. | 1979. | 1989. | 2002. | 2010. | 2014. |
| ----- | ----- | ----- | ----- | ----- | ----- | ----- | ----- |
| 3.457 | 6.784 | 8.428 | 8.848 | 9.574 | 8.662 | 7.328 | 6.624 |